# Kiteenjoki
Der Kiteenjoki (russisch Китенйоки) ist ein Fluss, welcher durch Finnland und die Republik Karelien (Russland) fließt.
Der Kiteenjoki hat seinen Ursprung im Kiteenjärvi im finnischen Nordkarelien.
Von dort fließt er in südöstlicher Richtung nach Russland und mündet kurz vor dem Ladogasee in den Tohmajoki.
Die Flusslänge beträgt 56 km.
Das Einzugsgebiet umfasst 761 km².